# Orlångsjös fornborg
Orlångsjös fornborg är en fornborg som ligger på ett bergskrön vid sjön Orlången i Huddinge kommun.
Borgen är belägen strax nordväst om Holmenstorp i ett svårtillgängligt område med många klyftor och raviner. Borgen täcker ett område på cirka 190x100 till 165 meter. I öst, väst och norr finns bergsstup och på borgens norra och södra sida finns rester av stenmurar. Cirka 1000 meter i sydostlig riktning finns ytterligare en fornborg, Ågestaborgen. Om de är samtida är oklart men här gick en vikingatida farled.

## Bilder

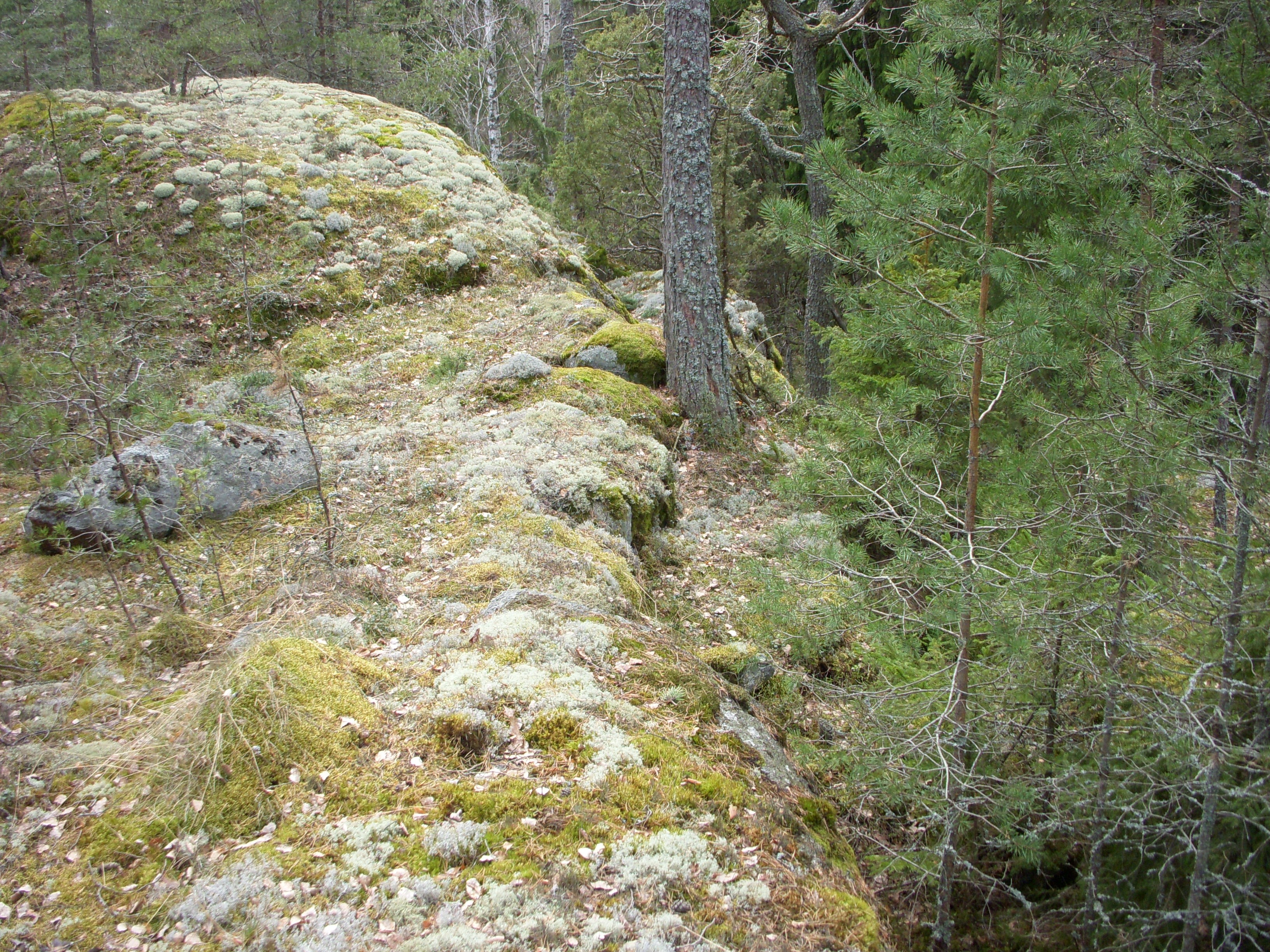
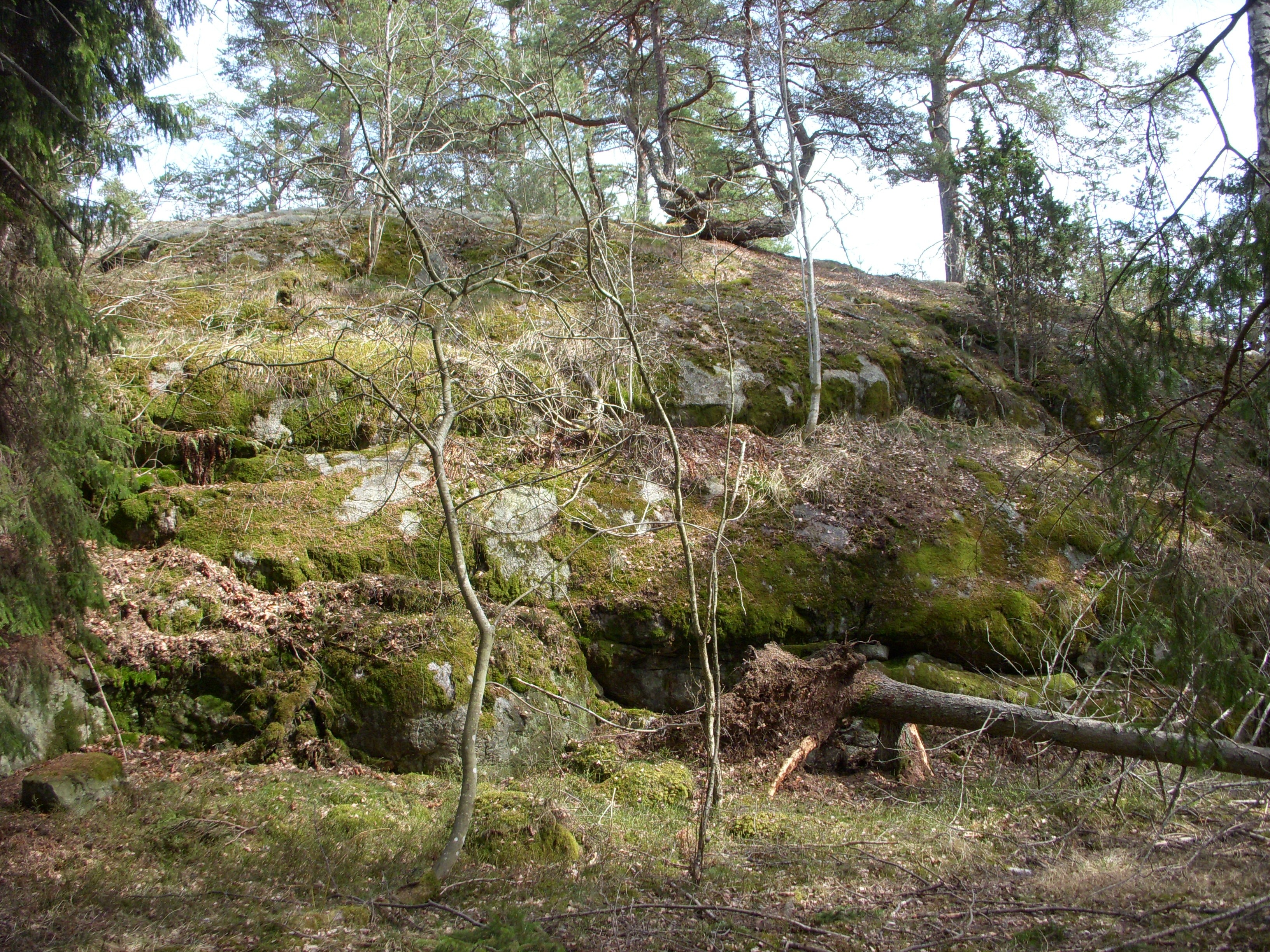